# Liste der Bodendenkmale in Landsberg (Saalekreis)
In der Liste der Bodendenkmale in Landsberg (Saalekreis) sind alle Bodendenkmale der Stadt Landsberg und ihrer Ortsteile aufgelistet. Grundlage ist die Veröffentlichung der Landesdenkmalliste mit Stand vom 25. Februar 2016.  Die Baudenkmale sind in der Liste der Kulturdenkmale in Landsberg (Saalekreis) aufgeführt.
| Denkmal-ID | Fundart             | Ortsteil    | Bezeichnung                 | Zeitstellung | Lage                                                          | Bemerkungen | Bild        |
| ---------- | ------------------- | ----------- | --------------------------- | ------------ | ------------------------------------------------------------- | --- | ----------- |
| 428300507  | besonderer Stein    | Braschwitz  | Bauernstein                 | undatiert    | Dorfzentrum neben Trafohaus und Brunnenstr. 10 (Lage)         | hinter dem Trafohaus und zwischen Grundstück Brunnenstr. 10 | Bauernstein |
| 428300237  | Grabmal > Grabhügel | Dammendorf  | Grabhügel                   | undatiert    | östlich der L143 auf dem Acker ()                             | kein Grabhügel erkennbar |             |
| 428300213  | Grabmal > Grabhügel | Dammendorf  | Grabhügel                   | undatiert    | östlich der L143 auf dem Acker ()                             | minimale Erhebung im Digitalen Geländemodell erkennbar |             |
| 428300123  | besonderer Stein    | Gütz        | Menhir „Teufelstein“        | Neolithikum  | westlicher Ortsrand, Otto-Quandt-Str. (Lage)                  | Wanderweg Saalkreis 1/4 Menhir ‚Piltitzer Teufelstein‘, Material: Grobkristalliner Porphyr; Maße: Breite: 1,1 m; Höhe: 1,07 m; Dicke: 0,7 m.                                                          |             |
| 428300129  | Befestigung > Burg  | Landsberg   | Gipfelburg „Kapellenberg“   | Mittelalter  | im Ort (Lage)                                                 | am Nord- und Ost-Fuß des Berges Wallreste erhalten |             |
| 428300130  | Grabmal > Grabhügel | Landsberg   | Grabhügel „Spitzberg“       | Bronzezeit   | 2,5 km westlich vom Ort (Lage)                                | mehrschichtiger Grabhügel |             |
| 428300519  | Grabmal > Grabhügel | Niemberg    | Grabhügel                   | undatiert    | 1,25 km nordwestlich vom Ort, an der Straße ()                | Hinweises auf GH: seitlich in NO-Richtung zeigt sich Porphyr, nördlich viele kleine Gerölle. Im weiteren Umfeld ebenfalls Geländeanomalien, welche auf Standorte ehemaliger Grabhügel deuten könnten. |             |
| 428300137  | Befestigung > Burg  | Niemberg    | Gipfelburg „Burgstetten“    | Mittelalter  | 0,8 km nordwestlich vom Ort (Lage)                            | Wanderweg, auf der Anhöhe Sitzgelegenheiten vorhanden |             |
| 428300238  | besonderer Stein    | Oppin       | Mahlstein, Mühlstein        | undatiert    | südlicher Ortsrand, Mühlweg (Lage)                            | 1/2 Mühlstein, wohl Sandstein, im Umkreis um die alte Mühle weitere, teils zerbrochene, jüngere Mühlsteine                                                                                            |             |
| 428300239  | besonderer Stein    | Oppin       | Mahlstein                   | undatiert    | Platz vor der Kirche (Lage)                                   | Mahlstein, Granit ca. 40 × 60 cm. 30 cm hoch, mit abgebrochener Ecke, liegt unter einer Linde hinter der Gemeindeverwaltung auf dem Friedhof neben der Kirche                                         |             |
| ?          | Grabmal > Grabhügel | Oppin       | Grabhügel                   | undatiert    | westl. der A 14 (Lage)                                        | |             |
| 428300524  | besonderer Stein    | Spickendorf | Bauernstein mit zwei Bänken | undatiert    | Dorfplatz – Schulplatz, zwischen Kirche und Strengbach (Lage) | Es handelt sich hier um fünf Steine. Diese sind als Bauernsteine ausgegeben und liegen unregelmäßig angeordnet unter Ahornbäumen. Bilder auf Wikimedia Commons                                        |             |